# Умбах, Арнолд
Арнолд Уильям Умбах-младший (англ. Arnold William Umbach Jr., 6 декабря 1942, Уильямсберг, Виргиния — 30 мая 2020, Оберн, Алабама) — американский бейсболист, питчер. Выступал в Главной лиге бейсбола в сезонах 1964 и 1966 годов.

## Биография
Арнолд Умбах родился 6 декабря 1942 года в Уильямсберге в Виргинии. Он был одним из двух детей в семье Арнолда-старшего и Лусиль Умбах. Его отец, потомок шведских эмигрантов, был спортсменом-любителем, работал тренером в Обернском университете. Он включён в Зал спортивной славы Алабамы и Национальный зал славы борьбы. В 1955 году Арнолд-младший в составе команды Оберна выступал в Мировой серии детской бейсбольной лиги. Позже он окончил подготовительную военную школу Бейлор в Чаттануге, играл питчером в её бейсбольной команде и квотербеком в футбольной.
После успешного выступления на любительском турнире весной 1961 года Умбах подписал контракт с клубом «Милуоки Брэйвз». Он получил бонус в размере 100 тысяч долларов и ради профессиональной карьеры отказался от предложения спортивной стипендии в трёх университетах. Летом того же года Арнолд дебютировал в составе клуба Лиги Тихоокеанского побережья «Ванкувер Маунтис». В фарм-системе «Брэйвз» он провёл четыре сезона, испытывая проблемы с контролем мяча, допуская много уоков, уайлд-питчей и попаданий в отбивающих. Кроме того, в течение всего этого периода он в среднем пропускал десять хитов за девять иннингов.
Летом 1964 года Умбах провёл несколько отличных матчей за «Остин Сенаторз» в Техасской лиге. В октябре он дебютировал за «Брэйвз» в Главной лиге бейсбола, выйдя на одну игру стартовым питчером и одержав победу. Однако закрепиться в составе Арнолду не удалось. Зимой в команду пришли питчера Билли О’Делл и Дэн Осински, после чего он снова был направлен в AAA-лигу. Чемпионат 1965 года Умбах провёл в составе «Атланты Крэкерс». В первой части сезона он играл неудачно, в девяти матчах одержав лишь две победы. Во второй половине ситуация изменилась. Год он завершил с тринадцатью победами, заняв второе место среди питчеров лиги. Его показатель пропускаемости составил 3,59. Кроме того, Арнолд отличился двумя выбитыми хоум-ранами.
Успешное завершение чемпионата и уход из команды нескольких питчеров позволили Умбаху перед стартом сезона 1966 года войти в стартовую ротацию «Брэйвз», к этому моменту переехавших из Милуоки в Атланту. Неудачная игра команды в первые два месяца сезона привела к перестановкам. Арнолд был переведён в буллпен. В десяти сыгранных в роли реливера матчах его пропускаемость составила всего 1,88. Однако продолжавшиеся проблемы с контролем подачи привели к тому, что в начале июля он стал единственным игроком основного состава «Брэйвз», отправленным на дополнительный сбор для питчеров в Техасе. После возвращения Умбах вышел на поле всего в одном матче, потерпев поражение. Эта игра стала для него последней в лиге. В конце июля его перевели в фарм-клуб «Ричмонд Брэйвз». Там Арнолд также играл неудачно. В декабре 1966 года его обменяли в «Хьюстон Астрос».
В те годы «Астрос» испытывали серьёзные проблемы с питчерами. В течение первых пяти лет существования команды в среднем за год на поле выходило по двадцать подающих. Не стал исключением и сезон 1967 года, но на Умбаха в клубе не рассчитывали. Он отыграл чемпионат в AAA-лиге за «Оклахому-Сити», одержав шесть побед при трёх поражениях. В 1968 году его перевели в лигу уровнем ниже. Там Арнолд дважды вышел на поле в составе «Даллас-Форт-Уэрт Сперс» и объявил о завершении карьеры.
Закончив играть, Умбах вернулся в Оберн. В 1969 году он окончил университет, ещё через два года получил юридическое образование в Алабамском университете. В дальнейшем он сделал успешную карьеру юриста, работал юрисконсультом Южной лиги и советником в Оберне. Также Арнолд был президентом Ассоциации адвокатов округа Ли и возглавлял местное отделение Ротари-клуба. В 1992 году Арнолд был избран в Зал спортивной славы школы Бейлор.
В последние годы жизни он страдал от болезни Паркинсона. Скончался Арнолд Умбах 30 мая 2020 года в возрасте 77 лет.